# (240) Ванадида
(240) Ванадис (др.-сканд. Vanadís) —  крупный астероид главного пояса, который был открыт 27 августа 1884 года французским астрономом Альфонсом Борелли в Марсельской обсерватории и назван в честь Ванадис, норвежской богини любви и красоты в германо-скандинавской мифологии.

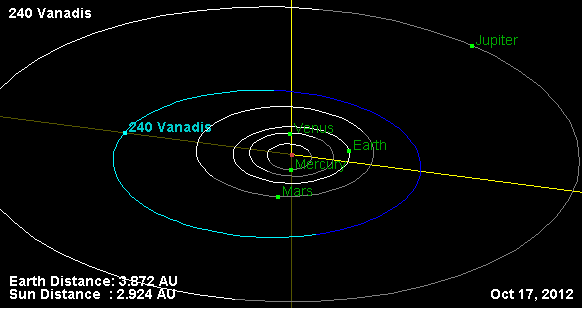
Орбита астероида Ванадис и его положение в Солнечной системе